# دینکو یوکیچ
دینکو یوکیچ (به انگلیسی: Dinko Jukić) (زادهٔ ۹ ژانویهٔ ۱۹۸۹) شناگر اهل اتریش است.